# میمون می‌درخشد (فیلم)
میمون می‌درخشد یا درخشش میمون (به انگلیسی: Monkey Shines) با نام کامل میمون می‌درخشد: آزمایشی در ترس (به انگلیسی: Monkey Shines: An Experiment in Fear) فیلمی محصول سال ۱۹۸۸ و به کارگردانی جورج ای. رومرو است. در این فیلم بازیگرانی همچون جیسون بغه، جان پنکاو، کیت مک‌نیل، جویس وان پاتن، استیون روت، استنلی توچی، جنین ترنر، ویلیام نیومن، تام کوئین، پاتریشا تالمن و فرانک ولکر ایفای نقش کرده‌اند.